# Gare de l'Aiguille
La gare de L'Aiguille est une gare ferroviaire française de la ligne de Limoges-Bénédictins à Périgueux, située sur le territoire de la commune de Bosmie-l'Aiguille, dans le département de la Haute-Vienne en Nouvelle-Aquitaine.
C'est une halte voyageurs de la Société nationale des chemins de fer français (SNCF), du réseau TER Nouvelle-Aquitaine, desservie par des trains express régionaux.

## Situation ferroviaire
Établie à 233 mètres d'altitude, la gare de l'Aiguille est située au point kilométrique (PK) 409,376 de la ligne de Limoges-Bénédictins à Périgueux, entre les gares ouvertes de Limoges-Bénédictins et de Nexon.

## Histoire
Une enquête pour l'ouverture d'une halte débute en 1893 et se poursuit jusqu'en 1897.
En 2019, selon les estimations de la SNCF, la fréquentation annuelle de la gare était de 3 261 voyageurs.
Jusqu’en décembre 2020, les trains effectuant une liaison entre Périgueux et Limoges-Bénédictins s’arrêtaient en gare.

## Service des voyageurs

### Accueil
Halte SNCF, c'est un point d'arrêt non géré (PANG) à accès libre.
La traversée des voies et le passage d'un quai à l'autre s'effectuent par le passage à niveau (no 237).

### Desserte
L'Aiguille est une halte régionale SNCF du réseau TER Nouvelle-Aquitaine, desservie par des trains express régionaux entre Limoges-Benedictins - Pompadour - Brive-la-Gaillarde. Cependant, les trains sont obligées de s’arrêter en gare de Saint-Yriex depuis 2018. En cause un affaissement de terrain obligeant les passagers de prendre un car jusqu’à Objat. Les voyageurs souhaitent une réouverture prochaine.

### Intermodalité
Un parking pour les véhicules y est aménagé.

## Galerie

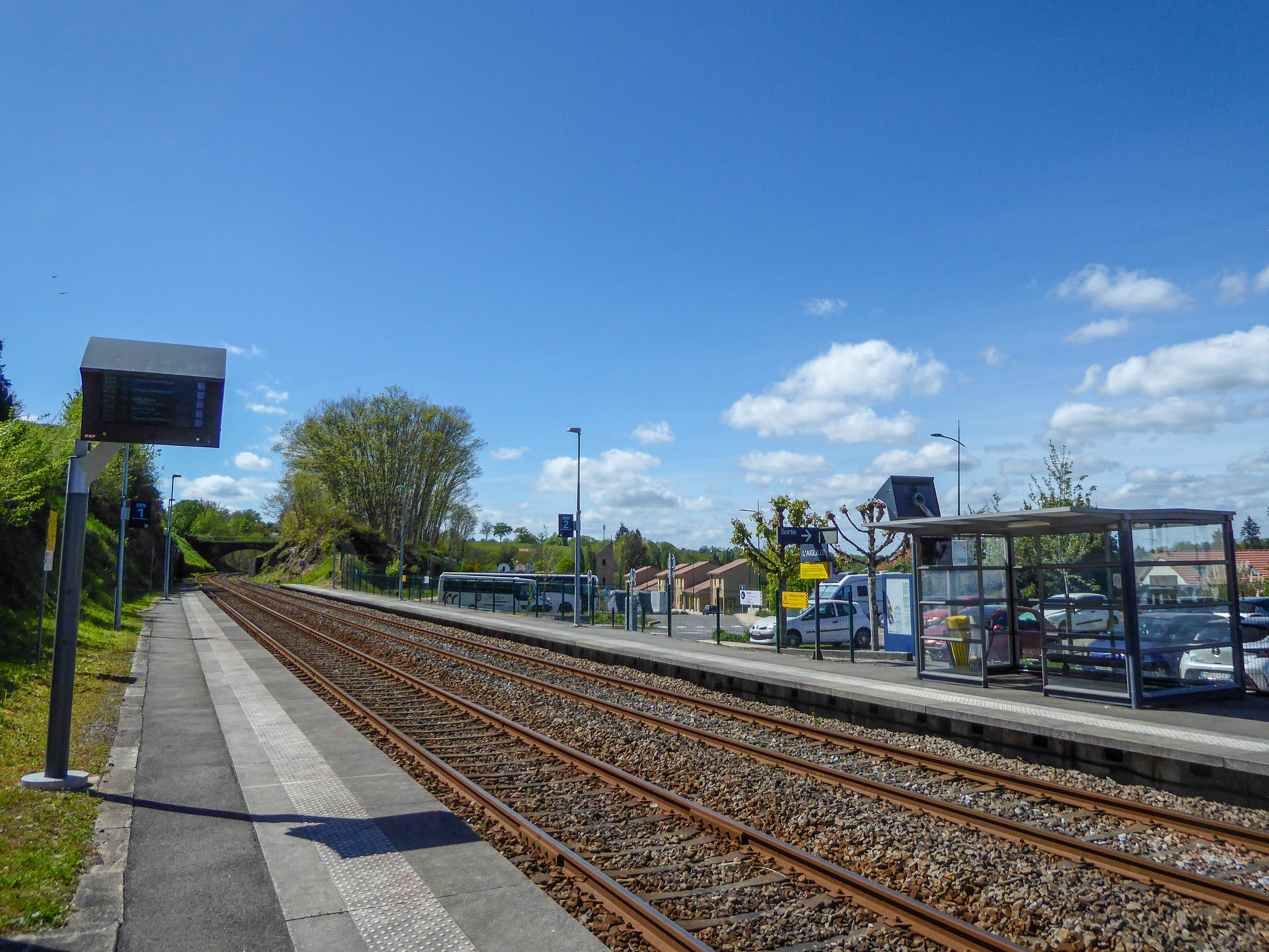
Les voies en direction de Saint-Yrieix-la-Perche.
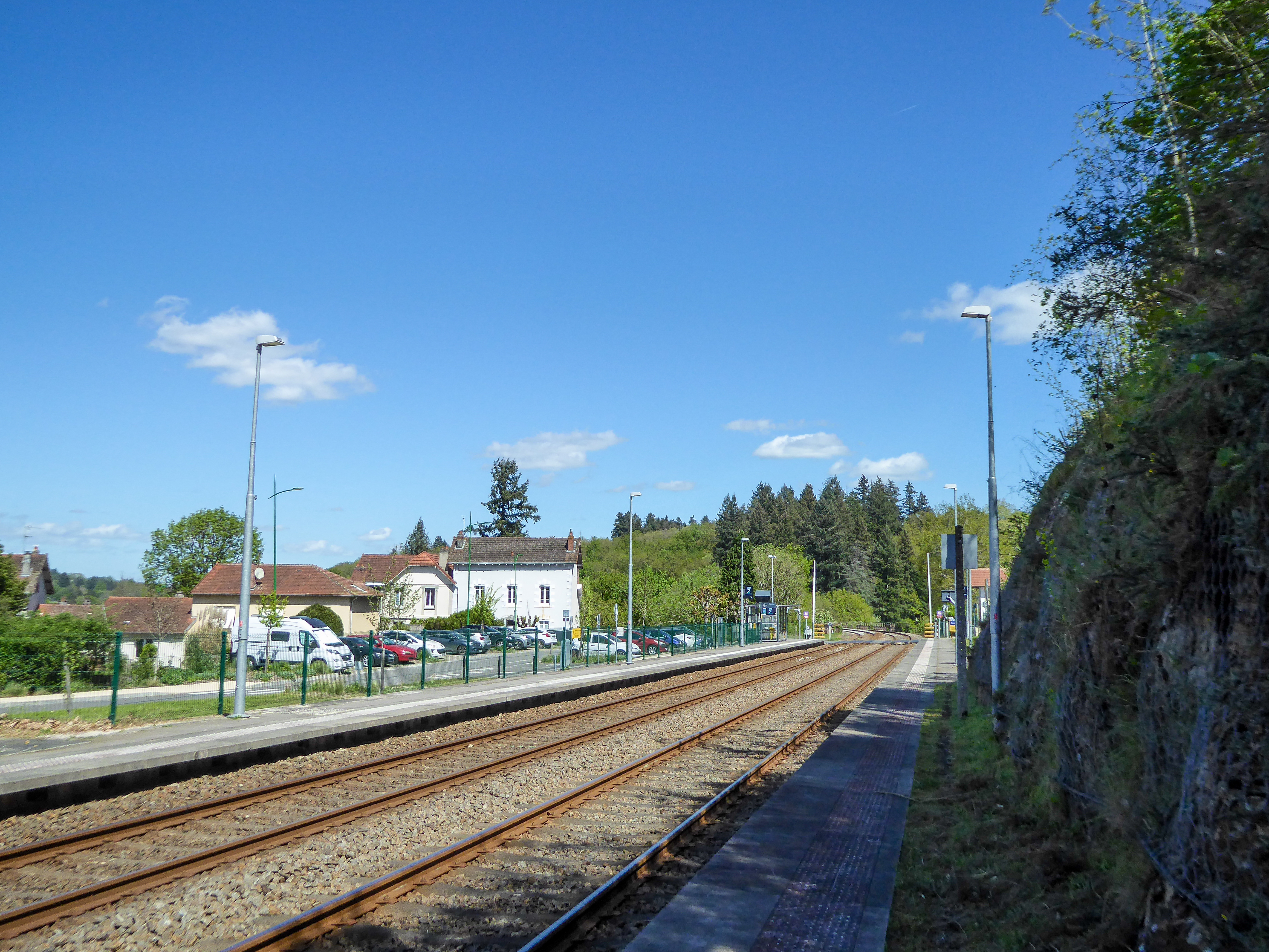
Les voies en direction de Limoges.